# Cecil Williams

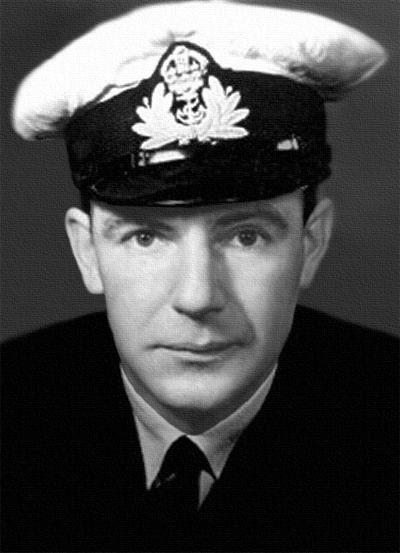
Cecil Williams

Cecil George Williams (* 1909 in Cornwall; † 1979 in Großbritannien) war ein britisch-südafrikanischer Theaterdirektor, Anti-Apartheids-Aktivist und Mitglied des Umkhonto we Sizwe, des militärischen Flügels des African National Congress (ANC).

## Leben
Williams emigrierte 1929 nach Südafrika. Er unterrichtete Englisch an mehreren renommierten Johannesburger Schulen. Während des Zweiten Weltkriegs meldete er sich freiwillig als Soldat und diente in der South African Royal Navy. Gemeinsam mit anderen südafrikanischen Kriegsveteranen gründete er 1941 die Springbok Legion, die sich Anfang der 1950er Jahre der Communist Party of South Africa annäherte. Auch bei seinen Schülern war er als dezidierter Antifaschist und entschiedener Apartheidsgegner bekannt. 1952 wurde er der Vorsitzende der Springbok Legion. Im folgenden Jahr trat er dem neugegründeten Congress of Democrats für die weißen Unterstützer des ANC bei und, bekannt für seine kämpferische Haltung, später auch dem 1961 gegründeten militärischen Flügel Umkhonto We Sizwe.
Spätestens in den 1940er Jahren wandte er sich dem Theater zu. Er spielte gemeinsam mit der englischen Schauspielerin Gwen Ffrangcon Davies und ihrer Freundin Marda Vanne, die sich für ein Gastspiel in Südafrika aufhielten. Aus dieser Begegnung entwickelte sich eine lebenslange Freundschaft, und der Briefwechsel mit ihnen prägte sein Verständnis für das Theater. Zu seinen bedeutendsten Arbeiten gehört The Kimberley Train von Lewis Sowden, das er 1958 im Library Theatre produzierte. Das Stück handelt von einer Liebe zwischen einer schwarzen Frau und einem weißen Mann, die durch die Apartheid getrennt wird. Wegen der Rassentrennung spielte die Rolle der Frau eine weiße Schauspielerin, die dunkel geschminkt wurde. Trotz der Thematik war das Stück vor allem unter den weißen Theaterbesuchern ein großer Erfolg und erreichte über 100 Aufführungen. Williams führte zudem bei vielen klassischen Theaterstücken Regie und arbeitete mit fast allen bekannten südafrikanischen Schauspielern zusammen. Zudem war er eine bekannte Figur im Gesellschaftsleben Johannesburgs. Seine Homosexualität konnte er wegen drohender Repressionen nur versteckt leben.

## Fahrten mit Nelson Mandela
Im Juli 1962 wollte Nelson Mandela nach Südafrika zurückkehren, nachdem er im Ausland um Unterstützung geworben hatte. Er wurde jedoch mit Haftbefehl gesucht. Cecil Williams besaß ein neues Auto, das die Polizei noch nicht kannte, und holte Mandela aus dem benachbarten Betschuanaland, dem heutigen Botswana, ab. Auf der Rückfahrt verkleidete sich Mandela und gab sich als Williams Chauffeur aus, diese Methode hatten sie schon vorher erfolgreich angewandt. Sie erreichten Ende Juli sicher die Liliesleaf Farm in Rivonia nahe Johannesburg, die dem ANC als Versteck diente. Anschließend wollte Mandela zu einer Besprechung mit Albert John Luthuli nach Durban in Natal reisen. Trotz der Bedenken von Mitstreitern des ANC wurde entschieden, dass sich Mandela wieder als Chauffeur ausgab. Die Hinfahrt verlief ohne Probleme, aber Williams und Mandela vernachlässigten die Sicherheit und wechselten sich als Fahrer ab. Auf der Rückfahrt von Durban am 5. August 1962 wurde der Wagen aufgehalten und beide verhaftet.
Während Mandela erst 1990 wieder freigelassen wurde, konnte Williams bereits am nächsten Tag das Gefängnis verlassen, stand aber unter Hausarrest. Sein Name erschien auf einer Liste mit „Disapproved Persons“ der südafrikanischen Regierung, damit war ihm untersagt, an Treffen teilzunehmen, Zeitungen durften über ihn unter Androhung von Haftstrafen nicht mehr berichten oder ihn zitieren. Er durfte noch in den Stücken anderer mitspielen, solange seine Rolle festgelegt und nicht improvisiert war, aber niemand durfte mehr in seinen Stücken mitspielen. Williams floh schließlich mit seinem schottischen Lebensgefährten zurück in sein Heimatland.

## Erinnerung
Cecil Williams geriet nach seiner Flucht und seinem Tod in Großbritannien in Vergessenheit. Erst 1990 erinnerte der Richter und Bürgerrechtler Albie Sachs in einer Rede während einer Demonstration an seine Rolle. Die Regisseurin Greta Schiller und der Autor Mark Gevisser drehten über sein Leben die Dokumentation The Man Who Drove with Mandela und gewannen bei der Berlinale 1999 den Teddy Award. Der Film vertritt die Ansicht, dass die liberale Haltung und Gesetzgebung des ANC zur Homosexualität auch auf die Freundschaft von Mandela und anderer ANC-Führungsmitglieder seiner Generation mit Cecil Williams zurückgeht.